# Nepomyšl
Nepomyšl (in tedesco Pomeisl) è un comune mercato della Repubblica Ceca facente parte del distretto di Louny, nella regione di Ústí nad Labem.